# キャプテンキッド
『キャプテンキッド』は、宇野比呂士による日本の漫画作品。

## 概要
『マガジンSPECIAL』（講談社）1990年No.5から1991年No.5まで連載後、『週刊少年マガジン』（同）に1991年7月24日号（31号）から1992年5月13日・5月20日合併号（21・22号）まで連載。その後、再び『マガジンSPECIAL』にて1992年No.10から1993年No.10まで連載した。コミック全12巻、ワイド版全10巻。宇野の長編連載の第1作目である。現在、ワイド版は『マンガ図書館Z』で無料公開中。
宇野の体調不良と多忙により、終盤は打ち切りに近い形で宿敵を倒し、全ての秘宝を蒐集して完結した。コミック12巻あとがきでは、「アトランティス編は僕の中ではすでに出来上がっています」と語っていたが、最終章であるアトランティス編は執筆の機会が来ることなく、2018年に作者が亡くなったことで絶筆となった。
舞台は19世紀末～20世紀初頭とされ、実在の地名や武器・兵器が登場するが、複葉機や戦車、モーターボートが当たり前のように登場するなど、現実の20世紀初頭よりも科学技術は発達している部分が見られる。一方で、カリブ海では旧態依然としたバカニーアが闊歩するなど、歴史が現実とは異なっている点がうかがえる。また、人魚や吸血鬼、獣人など架空の種族も登場する。
なお、実在する海賊ウィリアム・キッドのスペルは「KIDD」であるが、本作の主人公やタイトルは「KID」という表記になっている。

## あらすじ
ブラックライトニング（黒魔剣）と呼ばれる剣を所有する、キッドの愛称を持つ少年が主人公。古代アトランティスの兵器であるマーメイド砲を擁する父から譲り受けた愛船、ドレイク号を操り、仲間の女嫌いの男ジョーカーと、牧師でありながら海賊船に属する男と、父親時代から共に船に乗っていた乗組員達と共に繰り広げる冒険活劇。
ブラックライトニングと対照的な存在である、ドラゴンライトニング（光竜剣）と呼ばれる剣を所有するジョナ・F・ヴィスコンティ大佐と出会い、物語は更にアトランティスにまつわる方向へと進展する。

## 登場人物

### ドレイク号クルー
キャラクターの身長・体重等のデータは単行本6巻掲載。
キャプテンキッド（フランシス・ドレイク・ジュニア）
16→17歳。8月17日生まれ、O型。身長170cm、体重68㎏。イギリス出身。
海賊船ゴールデン・ドレイクⅡ号の船長で、黒い稲妻を放つ黒魔剣(ブラック・ライトニング)の所有者。海の悪魔、海賊王と称される世界でも有数の大海賊で、ヴィスコンティ軍から「体重と同じだけの重さの黄金」という莫大な賞金をかけられている。グレイにより付けられた傷の影響で左目は眼帯をしており顔に大きな傷を持つ。ドレイクが漂流していた赤ん坊のキッドを救助して養子にした。スケベで酒とポーカーが大好きな陽気な性格だが、義侠心に熱く勇敢。仲間の幸せの為ならあえて汚れ役を担うことも。
人間離れした怪力を有し、剣の達人でもあるが、銃による戦闘はあまり好まず携帯はしていない（ヴェスコンティ軍の飛行船で機銃を使用したことがある程度）。マントには鋼線を織り込み、防弾・防火性を有する。
宿敵であるヴィスコンティとの決戦で宇宙に散ったかに思えたが密かに脱出しており、記憶を失って漂流していた所を香港総督ウィリアム・バローズに拾われ、早逝した子息デイビッドの替え玉として育てられていた。しかし、副総督リビングストンがドレイク号の仲間を傷つけ、花梨を射殺したことで記憶が戻り、鯨島を破壊しドレイク海賊団に復帰する。
インドでの修行で額に第三の目が顕現した。
マリーナ・クレイトー・アトラス
15歳。4月14日生まれ、O型。身長160cm、体重42㎏。3サイズは83・56・81（人間態）。
人魚の国・アトランティス古王朝末裔の124代王女。お転婆で天真爛漫で好奇心旺盛な無垢な少女だが、秘宝の力で別人格が発現する時がある。
終盤、ヴィスコンティの側に寝返るものの、最終決戦の後にその真の目的を打ち明けた。
ジョーカー・バラード
17歳。5月24日生まれ、B型。身長175cm、体重66㎏。イタリア出身。懸賞金1万ポンド。
キッドの右腕で元殺し屋。ククリに似たブーメラン剣を二刀流で使い、一たび投げれば音速を超える。彼にかかれば食事用ナイフですら容易に常人の腕を切断する凶刃となる。
元々は孤児のリーダー格で、家族を守る為に悪事に手を染めていた。子供たちをヴィスコンティ大佐の策略で失ったことを受けてキッドと共闘し、船に乗る。
女性に対しアレルギーがあり、女性に触れると蕁麻疹が出る体質。しかしミッドガルドでの戦いでアリッサ姫との恋に落ち、キッドを破ってバイキング王となったことで彼女と結婚する。キッドを助けるために一時期王位継承を留保し船に戻った。
その後インド、ギリシャ、タヒチとキッドの旅を助けていたが、ヴィスコンティ軍によりアリッサを人質に取られて船を降り、剣武トーナメントにバイキングチームとして参加。ヴィスコンティ軍により第六の秘宝「神の祝福を受けた鎧」を与えられ、準決勝戦でキッドと再戦する。
ハリー・ライム（ハインリヒ・フォン・シュトロハイム）
18歳。2月11日生まれ、A型。身長182cm、体重68㎏。オーストリア出身。
牧師の服装をした美貌の賞金稼ぎで元貴族。幼い頃に母を暴徒と化した群衆による放火と暴行で失い、少年期（8歳の時）に父を凶弾に奪われる。
武器はモーゼルM1896だが、長短一対の銀製の剣・聖剣クルセイダーズ（母は暴徒にこの剣で刺殺された）を上着の下に隠し持っており、剣の腕も立つ。
キッドの養父であるキャプテン・ドレイクが父親を殺害した仇だと誤解していたが、殺害犯はドレイクを装った別人であることが判明し、キッドとも和解。キッド達を改心させると称して仲間になる。
中国で馬賊からリタを救おうとして誤って頭を射殺してしまったことを受けて己の罪を悔悟し、査問委員会から破門をダシにジーグフリート騎士団への参入を求められる。これを受けてドレイク海賊団を抜け、剣武トーナメント1回戦で『銀の騎士』を名乗りキッドと衝突。激戦の末にクルセイダースを折られ、心肺停止の重傷を負って敗北。キッドの計らいで蘇生し、モーゼルを捨てリタと共に歩む道を選んだ。
紫禁城での最終決戦では、リタの肺病を治す最後の賭けとしてアトランティスに向かうことを決め、黄からバズーカ砲を貰ってヴィスコンティ軍との戦いに向かった。
ジェリー
30歳。トム、ポパイと共に先代ドレイクの代からドレイク海賊団に在籍。銛の名手。
トム
26歳。ハゲ頭で額に三本の傷がある。銃身を曲げるほどの怪力。
ポパイ
28歳。黒髭にバンダナの男。
ドク・ホリデイ
60歳。酒好きな船医。亡きドレイクの親友で、キッドにとっては相談役。
クプクプ
ドレイク海賊団に付き従う雌のシャチ。知能が高く、キッドの海戦の足を担う相棒。
アイアイ
マダガスカル出身の白い子猿。キッドのペット。
黄 大仙（ウォン・タイシン）
26歳。香港系中国人でドレイク号メカニック。ケンブリッジ留学中にトラブルに巻き込まれ仲間になった。瓶底眼鏡をかけボサボサ頭のだらしない風体。極度の機械オタクで、美女に目が無い。
紫禁城での最終決戦では新兵器を携えてヴィスコンティ軍と大立ち回りを演じた。
マルタ
似顔絵描きの少年。兄を救出するためにドレイク海賊団の水先案内人を買って出る。
怪物との戦いでマリーナを助けるために勇気を振り絞り、兄の死を乗り越えて勇敢な少年へと成長。モビィ・ディック2番艦との戦いでもナイフ一本で奮戦した。その後もキッドの船旅に追従する。
中国ではハリーがドレイク海賊団を抜けてしまった為、同じ金髪の西洋人という理由だけでハリーの替え玉として剣武トーナメントに参加させられてしまった。

### ヴィスコンティ財閥
ジョナ・F・ヴィスコンティ大佐
イタリアの名門貴族ヴィスコンティ家13代目当主にして私設軍の司令官。アトランティス人の末裔を自称。目的の為ならば手段を択ばないが、序盤は相手をナメすぎて不覚を取ることが多く、幾度とない敗戦を経て成長を遂げる。キッドとは因縁の関係にある男で、光竜剣（ドラゴンライトニング）の所有者。クレタ島での戦いではキッドの黒魔剣を奪い、一度はキッド以上にすら使いこなしていた。
「悪魔が人の姿をしたらこうに違いない」と称されるほどの玲瓏な美貌を有するが、キッドとの戦いで右目の周辺に火傷を負っている。
幾度となくキッドの前に立ちはだかり、ミッドガルド王国上空（宇宙空間）での戦いでキッド共々爆死したかに思えたが、無事に脱出していた。
最終決戦でその真の素性が明らかとなる。
ヴィスコンティ伯爵
ヴィスコンティ家先代当主で、アヘン密貿易を一手に担う闇の貿易王。用無しとみなせば部下でも躊躇なく銃殺する下衆。キッドを人質にしてドレイクを殺害しようとするがキッドに旗艦を爆破されて死亡。
グレイ少佐
ドレイク海賊団の戦闘員を務める長髪の男。実はヴィスコンティ軍のスパイで、ヴィスコンティ軍が輸送していた奴隷に紛れ込み、1年に渡りドレイクの部下になったふりをして暗躍していた。
キッドを騙して闇討ちにして捕獲し、ドレイクをおびき寄せる駒として戦艦ヴィスコンティの甲板で決闘を行う。その際にキッドの顔を切り裂き、左目を潰した張本人。
傷が治癒していないキッドを追い詰めるも、ドレイクからの叱責で奮起したキッドによりサーベルごと唐竹割りにされた。
ロッセリーニ少佐
ヴィスコンティ大佐の副官。タヒチではマリーナの副官として飛行戦を指揮した。
ロミー・マリベル
17歳。第1話でヴィスコンティ軍に追われる歌手と称していたが、実は秘密警察のスパイ。キッドを庇いヴィスコンティ大佐の凶弾を受けて絶命する。
デリモ提督
紅海沿岸を統括するヴィスコンティ軍の提督。キッドの首で出世を目論んだが、海底ピラミッドの宝に目がくらみ遺跡の崩落に巻き込まれ圧死。
シルバー・ゴースト
ヴィスコンティ大佐が剣闘武会に差し向けた刺客。全身鎧姿の巨漢。ヴィスコンティ軍が密かに入手したアトランティスの邪剣ファントムを有し、相手の身体や武器から生命力を奪う。何の躊躇もなく相手を殺す冷酷さを有する。
コナンを失った怒りに燃えるキッドと戦い、黒魔剣とヴァルキリーの二刀流の前に敗北。その正体はただの伽藍洞の鎧であり、本体であるファントムが破壊されたことで滅びた。
黒目
名前の通り眼全体が黒目の小男。素早い動きを持つ投げ短剣の使い手。
実は三つ子で、全く同じ外見をして剣の軌道を変えて相手を襲う。キッドをダイナトピアで襲撃したが、スタージェスとティンガの助太刀により1人が撃たれ、あっさり敗北。残る2人は逃げようとした途端にトリケラトプスに踏み潰されて圧死した。
ダナン
コナンの双子の弟。孤独を好み他人を寄せ付けない性格ゆえ、コナンよりも剣技は優れていたがヴァルキリーを得る資格はないとされ、一族を抜ける。コナンの死後、ヴィスコンティ軍よりヴァルキリーを継承する。
キッドを討つ（名目上は兄の仇討ちだが、当人はコナンの死を何とも思っていなかった）ことで自身の強さを示そうとするが、「竜王の短剣」を得るべくやむなくキッドに強力。「竜王の短剣」を巡る争奪戦ではヴィスコンティ側に付くも、飛行戦の爆発に巻き込まれ消息を絶つ。

### 海賊
レッド・スタージェス
19歳。9月29日生まれ、B型。身長164cm、体重48㎏。3サイズは88・57・87。アメリカ合衆国出身。
凄腕の拳銃使いにして変装の達人であるカリブ海賊「バカニーア」。絶世の美女であるが、登場当初は男装しており、懲役285年を求刑されていた。部下の手引きにより脱獄し、保安官スチュアートに復讐に向かう。
戦いを経てキッドに惚れたが、強欲な性格ゆえ時には敵対することもある。
大の爬虫類恐怖症であるが、ダイノトピアの一件以降チビに懐かれている。
チビ
ダイナトピアに生息する角竜の子供。森の中でスタージェスと出会い、彼女に懐いた。
キャプテンドレイク（フランシス・ドレイク）
キッドの養父である大海賊。元海軍大佐。19世紀末、ヴィスコンティ伯爵の銃撃からキッドを庇って重傷を負い、伯爵を道連れにして死亡する（享年42歳）。
クリント
カリブの帝王と謳われた伝説の大海賊。かつて250カラットのダイヤモンド『カリブの涙』を掘り当てた。
ジム・ホーキンズ
「双竜の牙」と称されたクリントの一の子分。背には宝島の在処を示す地図が彫られており、酒に酔うと現れる。
クリントの死後、カリブの涙を探し当てる為相棒のウォルターと共に旅立ったが、軍に捕縛されてしまい、右足を犠牲にしてウォルターを逃がした。
20年間捕らえられ続け、キッドと共にエスパニョラ監獄で死刑を待つ身となっていたが、キッドの奇策により絞首刑を逃れ脱獄。スタージェスに捕まり、彫り物を写真に撮られてしまうが、キッド共々脱走し、ドレイク号に救助される。
キッドと共に宝島を探索したが、スタージェスの手下の銃弾を受けて致命傷を負い、キッドに感謝しながら落命。
ウォルター・ローリー
「双竜の爪」と称されたクリント一味の幹部。実は仲間割れで宝島で命を落としていたが、ジムは最期までその事を知らなかった。
シルバー
水夫長。クリントと共に宝島にカリブの涙を隠し、無数の罠を仕掛けた。
マスカラス
バカニーアの1人。左手がフックになっている。スタージェスと一時提携してメキシコの監獄を襲撃したが、同盟を突っぱねられたことで逆上し、彼女に銃を向けたためあっさり銃殺された。
シャーク三兄弟
サン・インペリアル号の宝を狙う小物海賊。長男はジャック、次男はジャン、三男はジョンという名前。三人ともイザベルにより殺されゾンビ兵にされた。
コナン・ザ・グレート
キッドのライバルと名高い北洋のバイキング。陽気な性格。キッドとの戦績は99戦33勝33敗33分け。バイキング王になることを夢見ている。
かの聖剣エクスカリバーに並ぶとされる稲妻の秘剣ヴァルキリーを保有し、雷神トールの力をその剣に宿す。
2回戦でシルバー・ゴーストに敗れ、額を割られて死亡、死体は消滅してしまう。その死はキッドに深い悲しみを負わせた。
ロロノア
鋼鉄船を駆り、略奪と殺戮を繰り返す極悪バカニーア。拳銃とサーベルの使い手で、8隻の海賊船団と400人の部下を率いる。わずか1月で3つの街を滅ぼし、5000人もの市民を殺害した。
キッドの名を騙り悪行の限りを尽くしていたが、ハイ・ハーバーを攻めようとした際にビルの火計により手勢を失い、記憶を取り戻したキッドにより旗艦ごと海の藻屑にされた。
ジェラール・ドパルドゥ
「悪の貴公子」を自称する美男の海賊。キザで傲慢な性格。タヒチで略奪と専横の限りを尽くしており、フランス政府により賞金首にされた王家狩りを行っている。
遠距離を切り裂く魔剣「ラ・セーヌの星」を有しているが、その実態は単に鋼鉄のワイヤーを仕込んだだけの普通の剣。
町に灯を放ち国王プルーンを手にかけるも、キッドにラ・セーヌの星のカラクリを暴かれ、首を絞められて情けなく命乞いをしたあげく、群衆にリンチされた。
その後、二目と見られない姿となってヴィスコンティ軍に泣きついたが、マリーナに「無能」呼ばわりされた挙句に黒目に喉笛を切り裂かれた。

### 悪党
R・ピーコック
カリブ海に浮かぶベイ・シティの市長。市民から気っ風の良さで知られているが、スタージェスとスチュアートを共倒れさせようと目論んでいた。汚職が露見したことによりスミスに逮捕され、アルカトラズ刑務所でカマを掘られた。
R・ドレイファス
ロンドン切手の大富豪「石炭王」。新興財閥の成金で、美女レッド・アナトレント（正体はスタージェス）と結婚しようとした。
実は10年前にハリーの父を殺した真犯人であり、教会から奪取した黄金銃を元手に成り上がった。その事をキッドがハリーに話しそうになったためにガトリング砲での口封じを思い立つも本性を現したスタージェスに裏切られ、飛行機で逃げようとしたところを怒りに燃えるハリーに射殺される。
フランソワ（イザベル・ブラウン）
ルイ14世が遣わした200年前の帆船サン・インペリアル号の中で眠りについていた美女。
その正体は船長メビウスの妻で、エリクシーの作用で不老不死となった吸血鬼。宝に目がくらんだ海賊を捕食して生きながらえてきた。長い黒髪を自在に操り相手を絡め捕る。
キッドもその毒牙に掛けようとしたが敗北し、頭を断ち割られて消滅する。

### イタリア
ロッシ博士
ヴィスコンティ城の地下で働かされていた錬金術師。まだ初老のはずだが、古代兵器『悪魔の繭繭(コクーン)』の製造を強要され、その際に生じた毒により白髪の老人になっていた。キッドにより救助されるも、クリスタル・キューブに記された繭(コクーン)の齎す惨劇をキッドに伝え、病に侵され急逝。
フィオリーナ・ロッシ
ロッシ博士の娘。眉毛が太め。父の救助をキッドに頼み込み、孤児たちの死をキッドの仕業だと誤認し逆上したジョーカーを制止する。父の死後はその遺産で孤児たちの支援を行うことをキッドに明かした。
エミリオ
ジョーカーの弟分。孤児たちの中で唯一繭(コクーン)の病毒に蝕まれていなかった。知恵が回り、医者になるのを夢見ている。ヴィスコンティ大佐の人質にされるが、キッドとジョーカーにより助け出された。
リノ、レナート、ルチア、マルコ
ジョーカーが育てていた孤児たち。いずれも繭(コクーン)の原料となる鉱石を採掘するアルバイトを行っていたが、その際に生じた鉱毒を浴び、不治の病に侵されて死亡する。

### フランス
イザベル・アジャーニ
マルセイユのサーカス団に勤めるバレリーナ。キッドの初恋の相手。大の暴力嫌いで海賊を倦厭している。足首の怪我故に興行に不安を感じていたが、キッドの鼓舞により克服する。現在ではパリNo.1のバレリーナとして人気を博しているらしい。
ジャン
サーカス団のクラウン。ピエール一家に闇討ちにされて重傷を負い、キッドが替え玉としてクラウンに扮した。
ピエール
マルセイユの裏町を支配するヤクザ。ショバ代を渋ったサーカス団にユスリと嫌がらせを繰り返していたが、キッドにボコボコにされた。

### カリブ海
J・スチュアート
「海の番人」と称される保安官。キッドですら名を聞いただけで竦むほどの辣腕で、ドレイクをライバル視していた。現在は引退し、ベイ・シティで花屋を営む。ピーコックの差し金でスタージェスと戦わされたが、
ライザ・スチュアート
スチュアートの愛娘。キッドもメロメロになる心優しき美少女。父と共にスタージェス一味に捕らえられてしまうが、キッドにより救助された。
アルバート・スミス
スチュアートの後任を担う若き保安官。ライザの恋人で、ピーコックを捕まえた功績からライザとの結婚が認められた。
ビル・モーガン
ハイ・ハーバーの保安官。かつては「剣戦士」と称される英雄だったが、ロロノアに息子を殺されてからは酒浸りの日々を送っていた。
記憶を失ったキッドの発奮によりかつての情熱と正義感を取り戻し、海に油を流してロロノア海賊団を迎撃。単身旗艦に乗り込み奮戦するも、ジルをロロノアの凶弾からかばい戦死。
ロイ
モーガンの息子。3年前、保安官となって早々にロロノアに人質にされ、殉職した。
ジル
ハイ・ハーバーに住むボーイッシュな少女。ボクっ子。記憶を失って放浪していたキッドにジョイ（半年前に死んだ飼い犬の名前）と名付け、子分にしていた。実はビルの娘。
ロロノアに攫われ鮫の餌にされそうになったが、ロロノアの放った銃弾により記憶を取り戻したキッドに救助された。

### エジプト
H・O・ロレンス
エジプト政府から1万ポンドもの賞金を賭けられた、砂漠の民ベドウィンの族長（シャイフ）。黒魔剣と対になる黄金剣（黄金の牙:ゴールデンタスク）を持ち、金貨を裏表でスライスできるほどの剣豪。牛ほどの巨体を有するライオンを従えている。初登場時はヴィスコンティの配下だった。
艦上でのキッドとの戦いで爆炎の中に消え行方知れずになっていたが、マダガスカルで再登場を果たす。キッドへの雪辱を果たすべくジョーカー、ロレンスを破るも、迷いを断ち切ったキッドとの3度目の決戦で利き腕の右腕を切断され、砂嵐の中に消える。
ヨシュア
120歳とも150歳ともいわれる説教師（フイジ）の老婆。紅海に沈むピラミッドの言い伝えを知っている。スタージェスに捕縛され成り代わられてしまった。
テル・アビブ、アブ・ニダル、アリ・ダバリ
3人組の賞金稼ぎ。ハリー曰く「手段を択ばない汚いやり口」で知られる。ロレンスを酒場で闇討ちしようとしたが、3人揃って瞬殺された。
スフィンクス
海底ピラミッドの守り神。ピラミッド崩落後、第一の秘宝「黄金の仮面」を本来の持ち主であるマリーナに渡し、風に帰って行った。

### ミッドガルド王国
アリッサ・ローズブローク
ミッドガルド王国の王女。17歳の誕生日を迎え、婿探しを行う。心優しい性格。
ヴィスコンティ軍により捕らえられ、キッドとジョーカーを戦わせる人質にされていたが、スタージェスや竜之進の活躍により救助され、紫禁城での最終決戦ではバイキング兵たちと共に剣を振るって暴れ回った。
最終回ではジョーカーも与り知らぬところで双子（片方はアリッサ似、片方はジョーカー似）を授かっていたことが判明し、その事を知ったキッドはジョーカーをボコボコにした。
ロキ
ミッドガルド摂政。20年前、剣闘武会で現国王と鎬を削ったライバルで、病床の国王に代わり剣闘武会を取り仕切る。剣闘武会で右腕を失っており、義手内にナイフを仕込んでいる。卑劣極まりない性格で、ニコルソンを従え、ヴィスコンティ大佐を後ろ盾に国の実権を掌握しようと目論んだ。
横笛により無数の剣を自在に操る魔術を武器に使うが、王宮から戻って来たジョーカーに首を断たれた。
名前の由来は北欧神話の神ロキから。
ユミル、ウル、フェンリル
ロキに従う王室警護隊三銃士。王冠を奪ったキッド一味を始末しようとしたがあっさり全滅する。
ニコルソン
北欧じゅうを震え上がらせた殺人鬼。角刈りの巨漢。3年前に処刑されたことになっていたが、実はロキにより幽閉されていた。
その正体は狼のライカンスロープであり、ロキに3年間暗闇の中に閉じ込められたことで「自由」を渇望するようになる。
準決勝でジョーカーに右腕を切り落とされたことで逆上し、狼の姿を現して暴れ回るが、アリーサから渡された銀の十字架にヒントを得たジョーカーにより、オブジェに串刺しにされ消滅した。
リノ・ヴァンチュラ
剣闘武会に参加したフランス出身の騎士。誇り高い性格で、剣を捨て銃を手にしたハリーを嫌悪していた。長剣、短剣のいずれも超人的技量を有し、音速を超えしなる剣先で相手を切り裂く「ブラッディ・ローズ」の使い手。
1回戦でハリーを追い詰めるも奇策により敗北、潔く負けを認めた。
その後、ハリーがロキの手下に襲われていた際には救助に向かい、銃創を負った彼を救護した。
イワン・ラスコニーコフ
シベリアの狼と恐れられるロシアの剣士。剣闘武会参加者では最強の怪力と謳われていたが、武器の戦斧をキッドに切り落とされ一回戦落ち。
猛獣ハワード
アメリカ出身の岩をも砕くという大斧使い。剣闘武会一回戦でコナンに敗北。
エバン・キム
青龍刀の魔人と呼ばれる、巨躯を有する中国人剣術家。剣闘武会一回戦でジョーカーにあっという間にやられた。
タイガー・シン
インドの狂虎と呼ばれる剣士。剣闘武会Aブロック準々決勝でキッドに散々コケにされた末に一瞬でやられる。
モデルは悪役プロレスラーのタイガー・ジェット・シン。

### 香港
ウィリアム・バローズ
英国の名門貴族にして香港総督。記憶を失ったキッドを、生き写しの無き子息デイビッドの替え玉として育てていた。リビングストンの悪行を知って心を痛め、天涯孤独となったタオを養子に迎え、中国人差別の撤廃に貢献することを誓った。キッドが記憶を取り戻すとその船出を見送る。
リビングストン
香港副総督。スキンヘッドの男。黒社会に通じ、アヘンの密造に手を染めていた悪徳政治家。黄色人種を侮蔑するレイシスト。
鯨島に密航したキッド一味を捕えて拷問を仕掛け、邪魔になったウィリアム（キッド）を黒魔剣で斬殺しようとするが謝って花梨を斬殺。そのショックで記憶を取り戻したキッドに黒魔剣を奪われて右腕を切り落とされる。逃げた先でドレイク号を沈めるべく砲撃を加えるも、人魚砲で鯨島ごと消し飛ばされた。
花梨（カリン）
バローズ親子の使用人。ウィリアム（記憶を失ったキッド）と仲が良かったが、総督府によるアヘン密造疑惑を探ったためリビングストンに逮捕され鯨島に送致される。
鯨島でキッド一味に救助されたが、リビングストンの凶刃からウィリアムを庇って息絶える。
タオ
花梨の弟。困窮に喘ぎスリをしていたため悪徳警官にリンチされており、ジョーカーに救われた。そこでウィリアムの存在をキッド一味に明かす。
花梨を失った悲しみからキッドを罵倒するが、キッドがリビングストン一味を倒し仇を討ったことで和解。

### チャンドラ一門
チャンドラ
アガスティヤの師。御年800歳の聖者で、転生を繰り返しているため現在はエルフのような尖った耳の三つ目の赤子の姿をしている。相手の心を見通す力を有する。クリシュナと同じ修行をキッド、ジョーカー、ハリーの3人に下した。
海の城にてゴアを復活させようとしたドーヴィルを止める為自爆して果てる。
バラン
チャンドラ直参の三守護仙の1人。大地の使者（アースマスター）と称され、その斬撃は大地を割る。
ラダックとゾラの仇を討つべくゴア三剣士に挑むが、右腕と左足を捥がれ完敗を来たす。
ゴア封印後はインド独立の為に戦うことをキッドに伝えた。
ラダック、ゾラ
三守護仙のメンバー。修業前のキッドやジョーカーを倒す腕前を持つが、ヴァルダとハイドラに殺され首だけにされた。
アガスティヤ
300年の時を生きるヨガの導師（グルー）。「月の首飾り」を守護する、ヨーダのような小柄な老人。空中浮遊など様々な秘術が使える。第3の秘宝の在処をキッドに教えようとするが、クリシュナに斬首され、月の首飾りを奪われる。死に際に首だけで翠の森の存在を伝えた。
ラーマ
アガスティヤの側近。キッドたちをアガスティヤに引き合わせた。師の仇を討つべくクリシュナに火炎放射を行うも通じず真っ二つにされ戦死。死体は鳥葬となった。
サラ
ラーマの親友の美少女。毒矢を撃ち込まれたマリーナを助命する。
実はゴア教団の差し向けたスパイで、クリシュナの実妹。実は既に死んでいるが、ドーヴィルにより蘇生され、クリシュナをゴア教団に留める為の操り人形にされていた。キッドとの戦いを経て子供の頃の純粋な心を取り戻した兄をゴアの呪縛から解放すべく自害する。
仏陀
仏教の開祖その人。二千数百年に渡り、邪神ゴアを封印していた仏。紫の宝珠をキッドに託し、天へと還って行った。

### ゴア教団
邪神ゴア
かつてインダス文明を滅ぼした邪神。「紫の宝玉」に宿った魔力により海の城を構成する岩石・土砂がその肉体を構築した巨大なゴーレム。触れたあらゆる物体を泥に変えて吸収し、果てしなく巨大化していく。宝玉を封印しない限り倒すことは不可能。
ドーヴィルによって覚醒しインド本土に向かおうとしたが、クリシュナとキッドにより宝玉が奪取され、再び眠りについた。
ドーヴィル
ゴアを称える教団の当主。ゴアに魅入られ、2000年もの時を生きながらえていた。部下を平気で盾にする冷酷な性格。
白人が大手を振る現在のインドを毛嫌いし、滅亡・浄化するためにゴアの復活を目論む。ゴアを復活させ大虐殺を行おうとしたが、チャンドラの自爆により絶命する。
その正体はかつて仏陀を裏切ったダイバダッタその人。
クリシュナ
アガスティヤ出身の魔剣士。アガスティヤを裏切り、チャンドラの元へと向かい門下生3000人を虐殺し、ゴアに寝返る。
暴風神の力を宿した聖剣ルドラを有し、変幻自在の剣術「アシュラの舞」で一度はキッドを破る。
第3の目を覚醒させたキッドと精も根も尽き果てるまで戦い続け、最後は改心したサラの死を受け、ゴアを裏切ることを決意。キッドに「生きてお前が犯した罪を償え」と命じられる。
元は最貧層の出身で、父親に口減らしの為絞殺されそうになったため、咄嗟に撲殺してしまう。奴隷として売られ、死んだサラへの思いを断ち切る為にヨガの修行を行うが、その力に目を付けたドーヴィルにより妹の復活をダシに操り人形にされた。
ヴァルダ・ラーダ
火の相の行者。固太りの男で、普段から粗野な言動をとる。自然界のあらゆる炎を操る。血液を炎上させたり、1000℃に及ぶ火炎のビームを剣から放つ。
その正体は小人で、強い男の肉体に乗り移り肉体を奪う。ジョーカーとの戦いで元の肉体に限界が来たため彼の身体を奪おうとした。しかし炎の秘術が通じず、代わりにバランに寄生しようとするもバランごとボコボコにされ、逃げ出したところをバラバラに切り裂かれ、鳥の餌になった。
ハイドラ・マーダ
水の層の行者。常に鉄仮面を被った巨漢。普段から慇懃無礼な敬語を用いる。あらゆる水と氷を操る。大気中の水分をダイヤモンドより硬い氷に変え、剣やチャクラムで相手を切り刻む。
その正体はゴア教団の作り出した白虎の半獣人。その呪われし出自による凶暴性を仮面で封じていた。ハリーに仮面を外されたことで暴走し、彼を道連れにしようとするが喉笛を切り裂かれ致命傷を負う。死の間際に人としての優しい心を取り戻し、顔も人間のそれになったが、ヴァルダに処刑される。

### ギリシア
アルタ
マルタの兄で考古学者。弟思いの好漢。クレタ島のラビュリントス発掘を行おうとしたドイツ人調査団のガイドを担うが、探求中に消息を絶つ。
実は怪物に捕食されており、死の間際までマルタの事を想っていた。
迷宮の怪物
地下迷宮に潜む巨人。迷宮に入った人間を捕食し、体内に取り込んでその恐怖心を喰らい続けていた。全身が消化管そのものであり、岩をも一瞬で溶かす粘液を放つ。漫画『デビルマン』に登場した悪魔ジンメンのように、食った人間の顔を表皮に浮かばせ、それを人質に取る。マルタを喰らい、キッドをもその毒牙に掛けるが、体内から黒い雷を放たれたことで食べた人間を全て吐き出し、キッドに滅多切りにされて絶命する。

### マダガスカル
セイレーン
放浪の美しい歌姫。キッドを始めとした人々の心を惑わす歌声を持つ。
その正体は人魚で、キッドをロレンスとの戦いに誘う。ロレンスとの決闘を見届けた後、歌声でウォン達を魅了して秘宝を奪い、彼らをタヒチへと誘った。
クックシティでは船を降りたジョーカーを探し求めるキッドに対し「中国に向かえ」と告げた。
ペキンパー三兄弟
キッドを狙う賞金稼ぎの兄弟。ロレンスにより皆殺しにされた。

### タヒチ
プルーン
タヒチ国王。褐色の肌をした老人。誇り高く泰然自若とした名君。フランス政府に賞金を賭けられ隠遁生活を強いられていた。ドパルドゥーにより重傷を負わされ、ティンガに「覇王となれ」と言い残し事切れる。
ティーレ
ティンガの兄。恐竜をも一矢で仕留める弓矢の達人でティンガの弓の師匠。王政崩壊直後に第五の秘宝「竜王の短剣」を求めてダイナトピアに向かい消息を絶っていたが、遭難していた所をヴィスコンティ軍に救助され、行動を共にしていた。
竜王の攻撃からティンガを庇い絶命する。
ティンガ
16歳の美少年。タヒチ第五皇子。プルーンの末弟で、気が強く喧嘩っ早いが民思いで慕われている。父や兄と違いモノクロページでは肌トーンが貼られていないが、カラーでは黒い肌をしている。
父の死に伴いタヒチ国王として即位し、国民の想いを束ねるための要たる第五の秘宝「竜王の短剣」を奪還するためにキッドたちの冒険に同行する。兄ティーレやダナン、キッドとの協力で「短剣」を得るが、それにより眠っていた竜王を目覚めさせてしまう。キッドやダナンとの協力で竜王を再び鎮め、父と兄の死を乗り越え南海の覇王となる。別れの際にはキッドから「永遠の仲間」と称された。
ポーク
王都ライアテアに居を構える酒場の店主。丸々太った男性で右目に眼帯をしている。
元々は突撃ポークの異名を持つドレイク海賊団の船員だったが、現地民に恋をして船を降りた（妻には先立たれた）。キッドやジョーカーとも友人で、タヒチに寄港する度に世話を焼いている。
ジェニー
14歳。ポークの愛娘。死んだ母親に生き写しの美少女。
竜王
ダイナトピアの奥地にある「恐竜の墓場」の番人。恐竜たちの骨が集まって出来た巨大なスカルドラゴンで、頭部に突き立つ「竜王の短剣」で封印されていた。顎からは岩をも蒸発させる火炎を吐く。ティンガにより頭部に「竜王の短剣」を鏃にした矢を打ち込まれたことで討滅された。

### 中国
剣武トーナメント主催者
でっぷりと太った中年女性。血を好む野蛮な性格。準決勝戦終了直後にヴィスコンティ大佐から盾にされて即死。
リタ・ローゼンシュタット
上海の教会で働いている女性。5年前、ハリーが身を寄せていたジーグフリート騎士団の下で神学と看護学を学び、良い仲になっていた。
教会でハリーが馬賊を射殺する現場を見てしまい距離を置くようになり、ハリーが自らの罪を悔悟する契機となる。
不治の病に肺を冒されており、余命いくばくもない状況であったが、アトランティスでの治療に最後の望みをかけたハリーに連れられドレイク号に乗った。
柳生竜之進（やぎゅう りゅうのしん）
剣武トーナメントに出場していた侍。2mを超える斬馬刀を携えた裏柳生の剣士。行き倒れていた所をマルタに見つけられ、教会でハリーとリタを引き合わせる役を担った。
赤の騎士、黒の騎士
ジーグフリート騎士団のメンバー。中堅、大将として控えていたが、闘技場からぶっ飛ばされてきた銀の騎士（ハリー）の下敷きになって気絶し全滅。ハリーから全く情報を聞かされていなかったらしく、「キッドは黒の雷を一発しか撃てない」という古い情報を鵜呑みにしていた。
三銃士
フランス代表として剣武トーナメントに出場していた強豪チーム。準決勝第一試合で柳生チームに完敗。

## 登場艦船
ゴールデン・ドレイク号
ドレイク海賊団の旗艦。船首にはアトランティスの秘宝「人魚砲（マーメイドカノン）」が内蔵され、トリガーとなる黒魔剣を突き入れることでその黒い稲妻を何万倍にも増幅したエネルギー波を発射する。その威力は一撃で島を粉砕するほど。
ゴールデン・ドレイクⅡ号
髑髏島で改修を受けたゴールデン・ドレイク号が、モビィ・ディックの残骸を用いて強化された姿。船尾にはジェットエンジンを内蔵、船腹には合計18門の対艦砲を装備。
戦艦ヴィスコンティ
ヴィスコンティ伯爵の保有する、当時は世界最強と呼ばれていた戦艦。20門の大砲、1500人の兵士を搭乗させる。キッドにより砲塔に「黒い雷」を叩き込まれ、弾薬が誘爆して轟沈、伯爵の墓標となった。
モビィ・ディック
ヴィスコンティ軍の鯨型巨大潜水艦。イッカクのような船首で衝角突撃も行える。人魚砲の最初の餌食となり轟沈。
その後、2番艦が建造され、ドレイク海賊団と交戦する。
スキッパー
ヴェスコンティ軍に配備された水上バイク型の小型艇。高い機動力を生かし、機銃砲座で攻撃する。
ガン・ボート
ヴェスコンティ軍の小型戦艦。巨大なスラスターを装備している機動力の高い船。
スタージェス号
スタージェスの初代旗艦。ピーコックが仕掛けた爆薬により轟沈。
ネプチューン号
スタージェスの二代目旗艦。
銃とハート号
スタージェスの三代目旗艦。
レッド・クイーン号
ドレイファスがレッド（スタージェスの変装）の為だけに建造した巨大豪華客船。レッドとの結婚式場となったが、レッドの正体を知ったドレイファスがキッドたちを始末するために自沈させる。
サン・インペリアル号
ルイ14世がエリキシーを探し求め出発させた帆船。吸血鬼と化したイザベルの反乱により船員は全滅し、宝目当てに襲ってくる海賊を餌として永劫の時を行きる幽霊船と化す。主であるイザベルがキッドに敗北したことにより、日光を浴びて崩落し海の藻屑となった。
ポセイドン号
フランス海軍の戦艦。モビィ・ディック2番艦の標的にされて轟沈。

## 七つの秘宝
アトランティスを滅亡の危機より救うとされる世界最高の至宝。7つ揃えた者は世界を手にする力を得る。
第一の秘宝「黄金の仮面」
紅海海底のピラミッド玄室に眠るミイラに嵌められた仮面。ミイラの棺を王家のしるしを持たぬ者が開けると、ピラミッドが崩落する仕掛けになっている。
スタージェスが棺を開けて奪取したが、ロレンスにより奪われ、スフィンクスによってマリーナの下に渡る。
王冠や宝玉と共にセイレーンに奪われた。
第二の秘宝「海皇の宝冠」
ミッドガルド王家の王冠。バイキング王のみが戴冠を許されており、剣闘武会を制覇したジョーカーがぬいぐるみに隠してキッドたちに寄贈した。
第三の秘宝「紫の宝玉」
海の城内部で仏陀が封じ込めていたオーブ。正の膨大な魔力を放出しており、ゴアを封印する要となっていた。
第四の秘宝「賢者の腕輪」
クレタ島内部の迷宮に安置されていたブレスレット。ヴィスコンティにより奪取され、ヴィスコンティ軍に首を垂れたマリーナの手に渡る。攻防一体のエネルギーバリアを展開する力を有する。
第五の秘宝「竜王の短剣」
ダイナトピアの竜の墓場に眠る短剣。タヒチの覇王の称号とされ、竜王を封じる楔となる。王位を継承したティンガからキッドに託された。
第六の秘宝「神(アトラス)の祝福を受けた鎧」
宝玉があしらわれた鎧。ヴィスコンティ軍からジョーカーに与えられた。バリアを展開する力がある。
第七の秘宝
全ての秘宝を同時に使いこなす事の出来る「使用者」…つまり、1万2千年ぶりに生まれた緑の髪を持つ人魚姫、マリーナそのものがその正体。

## 用語

### 剣
本作には様々な特殊能力を持った魔剣・聖剣が登場する。本作における刀剣とは単なる刃物ではなく、刀匠の魂の籠った一種の金属生命体とも呼べるものである。使用者となる剣士が剣を打つ工程に立ち会えば、剣士と剣の魂が融合してまさに一心同体となる。また、刀身や鍔などにルーン文字やまじないの言葉を刻み込むと剣の力が高まるという。逆に、剣士としての資質を持ち合わせていない者が振り回せば、単なる金属の棒きれになってしまう。
黒魔剣(ブラック・ライトニング)
キッドの保有する魔剣で、アトランティスにおける伝説の勇者だけが持つことを許されたオリハルコンの剣。鉄やモスクの分厚い壁を一撃で切断するほどの切れ味を有し、強力な高圧電流「黒い雷」を刀身から発射する。その破壊力は持ち主の精神力に呼応するため、持ち主が黒魔剣の力を信じなかったり、絶望していたりした場合にはナマクラになる。また、当初はキッドが剣の威力を10%しか引き出せておらず、疲労時には黒い雷が使えずにいた。インドでの修行を経て真価を発揮することとなる。
光竜剣（ドラゴン・ライトニング）
ヴィスコンティ大佐の保有する剣。黒魔剣と対を為すアトランティスの秘宝。物体をすりぬける刀身を有する。
聖剣クルセイダーズ
ハリーの一族に伝わる大小2本の細身の剣。かつて十字軍を率いたオーストリアの覇王ヘンリー大帝が異教徒殲滅の為に作らせた銀の剣で、錬金術師でもあった修道士が100人の聖職者の血を用いて鍛えた。高い対魔性を有し、ハリーの持つ気高い心に呼応し魔を滅する光を放つ。中国でのキッドとの戦いで大破。
黄金剣ゴールデンタスク
ベドウィン族に伝わる黄金の剣。アトランティスの遺産の一つで片刃の曲刀の形をしている。他の魔剣のようにエネルギーやビームこそ出さないが、切れ味は黒魔剣に匹敵し、真っ向からの衝突では軍艦を沈めるほどの閃光を放った。
ヴァルキリー
バイキングの一族に伝わる稲妻の剣。雷雲を呼び、雷を落とす力を持つ。その威力は大木を唐竹割りにするほど。その能力ゆえに地底では雷を呼ぶことができない。
族長立ち合いの決闘においてコナンに授与されたが、コナンの死後はダナンの手に渡る。性質上キッドとも相性がいいようで、二刀流で使用したり、ダナンと合体技を放ったりしている。
聖剣ルドラ
インドの秘剣。片刃の細身の剣で、遠方の物体を切り裂く風の刃や、エメラルドの森を薙ぎ払うほどの威力を有する竜巻「ルドラサイクロン」を発生させる力を持つ。

### 宝物・アトランティスの遺産
スター・レッド
100カラットのレッドダイヤモンドの指輪。英国王室の至宝とされている。本来はスタージェスが奪っていたが、ピーコックにより盗み出され、どさくさに紛れてキッドに押収された。
黄金銃
かつてドレイクが妻に送ったとされるコルト・シングル・アクションアーミー。金メッキを施し、グリップは象牙拵え、ルビー・サファイヤ・ダイヤモンド等の装飾が施された芸術品。
アトランティスの石板
七つの秘宝の在処を示す石板。黄金の「表の石板」と黒の「裏の石板」の2枚一組。表の石板はヴェスコンティ軍が保有し、裏の石板はサン・インペリアル号内部に秘蔵されていたものをマリーナが回収した。2枚とも揃えなければ宝の在処は分からない。
3つの首飾り
第三の秘宝「紫の宝玉」の道標となるペンダント。「人魚」「月」「太陽」の3つが揃う時、「幻の宝玉」の在処を指し示す。
「人魚の首飾り」はウィリアムからキッドに託され、「月の首飾り」はアガスティヤが、「太陽の首飾り」はウルフェンのマハラジャの邸宅内のエメラルドの木の中に隠されていた。
エメラルド・フォレスト
海の城内のエメラルドの息吹により結晶化した樹木。超硬度のエメラルドで固まっているので、キッドの黒魔剣ですら傷つけるのに難儀する。
クリスタル・キューブ
アトランティスの遺産の一つ。膨大な情報を記録した媒体で、内部には悪魔の繭(コクーン)の設計図も眠っていた。ヴィスコンティが持ち逃げしようとしたが、ジョーカーにより破壊された。
紫禁城
北京の水上城塞。その正体はアトランティス最強の兵器「海底戦艦ポセイドン」に土砂が降り積もった物。かつては内戦を鎮めるために起動したものの、大陸を引き裂き、奇行を変動させ、地上全生物の75%を絶滅させる大暴走を引き起こし、アトランティスそのものを滅ぼした。
七つの秘宝が全て揃ったことにより起動し、マリーナの生体エネルギーを増幅した「アトラスの光」を持って地上を滅ぼさんとしたが、ヴィスコンティ大佐が討滅され、キッドとマリーナが和解したことにより再び海中に沈んでいった。

### 地理
アトランティス王国
大西洋海底に眠る人魚の国。超科学を有しており、本作における機械文明の発達もアトランティス文明の影響によるもの。7つの秘宝を有しているが人間に奪われてしまった為、王国滅亡を止めるべくマリーナを遣わした。
ベイ・シティ
カリブ海の孤島。キッドたちがドレイク号の修理に立ち寄った。近海にはスタージェスの根城がある。
ミッドガルド王国
北欧スカンジナビア半島の小国。首都はミーミル。代々王家ローズブローク一族は女しか生まれない家系で、剣闘武会により決まった最強の剣士を姫の婿「バイキング王」として迎える。国王の証である王冠はアトランティス第2の秘宝「海皇の王冠」。
鯨島
香港湾に浮かぶ保養地で、現地住民は立ち入りを禁じられている。
その正体は巨大監獄であり、リビングストンに捕らえられた囚人が芥子栽培・アヘン密造を強制させられていた。名前の由来は潮の干満により洞窟から流入する海水が山頂から吹き上がることに因む。
キッドにより囚人は全員救助され、島ごと人魚砲で粉砕された。
サガルマタ
聖地アガルタに聳え立つ標高7400mの霊峰。山頂に上るにつれて重力が異常に高くなり、硫黄泉により気温が80℃に達する「嘆きの壁」、マイナス30度のブリザードが吹く「沈黙の氷原」など6つの関門を超えた先に、落差3000mのクレバス「悪魔の口」が広がり、ここを通って帰参した者は超人的な肉体・精神を手にするとされる。
キッド、ジョーカー、ハリーの3人が山頂に咲く花「クマール」を食することでクリシュナに立ち向かえるだけのパワーを得ると聞かされて7つの関門を突破したが、実は花自体は大して珍しい物でもなく、その関門を超えることこそが修行の真価であった。
海の城
インド西岸マラバル海峡のガスと怪しい海流に包まれた孤島。アトランティス第3の秘宝「紫の宝玉」が眠っている。
内部には緑色の嵐が吹き荒れ、浴び続ければあらゆる生物がエメラルドに代わってしまう。
ゴアが目覚めた事によりその依代とされ、ゴアが封印されたことでインド沿岸の奇岩として残った。
ハイ・ハーバー
通称「戦士の島」とも呼ばれるカリブ海の小島。ハリケーンで海に流されまたも記憶喪失になったキッドが一時期暮らしていた。
ダイナトピア
タヒチ沖の世界三大難所「台風の巣」の先に浮かぶ絶海の孤島。第5の秘宝「竜王の短剣」の眠る地で、太古の恐竜達が今なお生息している。島には昔人間が住んでいたらしく、モアイ像が数多く作られている。
クックシティ
南太平洋の交易の拠点となる島。この町でジョーカーはバイキングチームに加わり船を降りた。

### 種族
人魚
海底に住まう種族。陸上では二本の足を有しているが、水に触れると元の姿となる。
吸血鬼
インドに伝わる不老不死の秘薬「エリキシー」を飲んだ人間。どんな傷もたちどころに治癒し、噛り付いた人間をゾンビに変えて操る。胸に杭を打つことで倒すことができるが、死亡する前に上半身だけを千切り取って襲い掛かるほどの生命力を有する。
人獣（ライカンスロープ）
俗にいう獣憑き。普段は人間であるが、特定の条件下で吸血鬼同様の生命力を有する怪物となる。銀による攻撃は再生できない。
半獣人
ゴア教団が獣との交配という禁忌に手を染めて生み出した生物。人の知能と戦闘技術、動物の獰猛性と体力を有する。ライカンスロープとは異なり再生能力は無い。